# 第119師団 (日本軍)
第119師団（だいひゃくじゅうきゅうしだん）は、大日本帝國陸軍の師団の一つ。

## 沿革
太平洋戦争中期以降、多くの師団が満州から南方に転用されたため、1944年（昭和19年）10月11日に、満洲国興安総省海拉爾において第8国境守備隊とフィリピン戦線に転用された第23師団の残留部隊を基幹として第119師団が編成された。
編成後、ハイラル方面の国境警備と治安維持に当る。師団は当初第6軍に属していたが、1945年（昭和20年）1月25日に第6軍が華中へ転用となり、第4軍に編入され、一貫して海拉爾要塞を根拠地として駐屯した。
1945年（昭和20年）8月9日、ソ連最高指導者ヨシフ・スターリンは日ソ中立条約を破棄、赤軍に大日本帝国および満洲帝國への侵攻開始を命じた（ソ連対日参戦）。本師団は知らせを受けると同時に海拉爾要塞を独立混成第80旅団に任せて後退を開始。追撃するソ連軍と交戦を続けている中で終戦を迎えた。
GHQの一般命令第一号発布を前に、本軍はソ連赤軍に降伏することが決まり、8月16日から17日にかけて武装解除を受け、多くの兵士がシベリアに抑留された。

## 師団概要

### 歴代師団長
- 塩沢清宣 中将：1944年（昭和19年）10月14日 - 終戦

### 参謀長
- 岡部狷介 大佐：1944年（昭和19年）10月14日 - 終戦[1]

### 最終所属部隊
- 歩兵第253連隊（東京）：三浦俊雄大佐
- 歩兵第254連隊（東京）：長沢太郎大佐
- 歩兵第255連隊（市川）：清水義虎大佐
- 捜索第119連隊：田川泉大佐
- 野砲兵第119連隊：石口茂大佐
- 工兵第119連隊：石塚義治大佐
- 輜重兵第119連隊：坂牛哲少佐
- 第119師団挺進大隊
- 第119師団通信隊
- 第119師団制毒隊